# Lisbeth Østergaard
Lisbeth Andersine Østergaard (født 5. juni 1980 i Herning), er en dansk tv- og radiovært.
Lisbeth Østergaard startede sin radiokarriere i 1996 på Radio Silkeborg, sidenhen har hun været ansat på Radio Colombo i Århus, The Voice i Århus og København og derefter på DR's P3. I 2007 blev hun ansat på den nye TV 2 Radio, hvor hun fik æren af at være vært ved premieren 1. februar samme år. Siden var hun en kort overgang på morgenprogrammet Morgensamling. 12. april 2007 fik hun debut som tv-vært på TV 2 Zulus nye program Djævleræs. 
I efteråret 2007 medvirkede hun i fjerde sæson af TV 2s Vild med Dans og dansede med Thomas Evers Poulsen. I 2008 optrådte hun som en af værterne på TV 2's Varm På Is, der også er blevet beskrevet som Vild Med Isdans. 
Østergaard blev d. 28. april 2008 fyret som radiovært på TV 2 Radio i forbindelse med salget af radiostationen til SBS TV.
Hen over sommeren 2010 var hun den kvindelige medvært i TV 2's morgen-tv-program Go' Sommer Danmark og efterfølgende vikar på Go' Morgen Danmark.

## Privatliv
Østergaard har tidligere dannet par med komikeren og tryllekunstneren Rune Klan. Den 13. maj 2011 blev hun gift med Marc Fraenkel. Den 13. marts 2013 offentliggjorde parret, at de skulle skilles. 
Østergaard fødte en dreng den 13. marts 2015. Faren var kæresten Ralf Christensen. I 2016 blev hun gift med Christensen. Hendes brudekjole blev designet af den international anerkendte kjoledesigner Lasse Spangenberg, og den vandt Billed-Bladets pris som "Årets brudekjole" i 2016.